# Mordellistena
Mordellistena är ett släkte av skalbaggar som beskrevs av Costa 1854. Mordellistena ingår i familjen tornbaggar.

## Bildgalleri

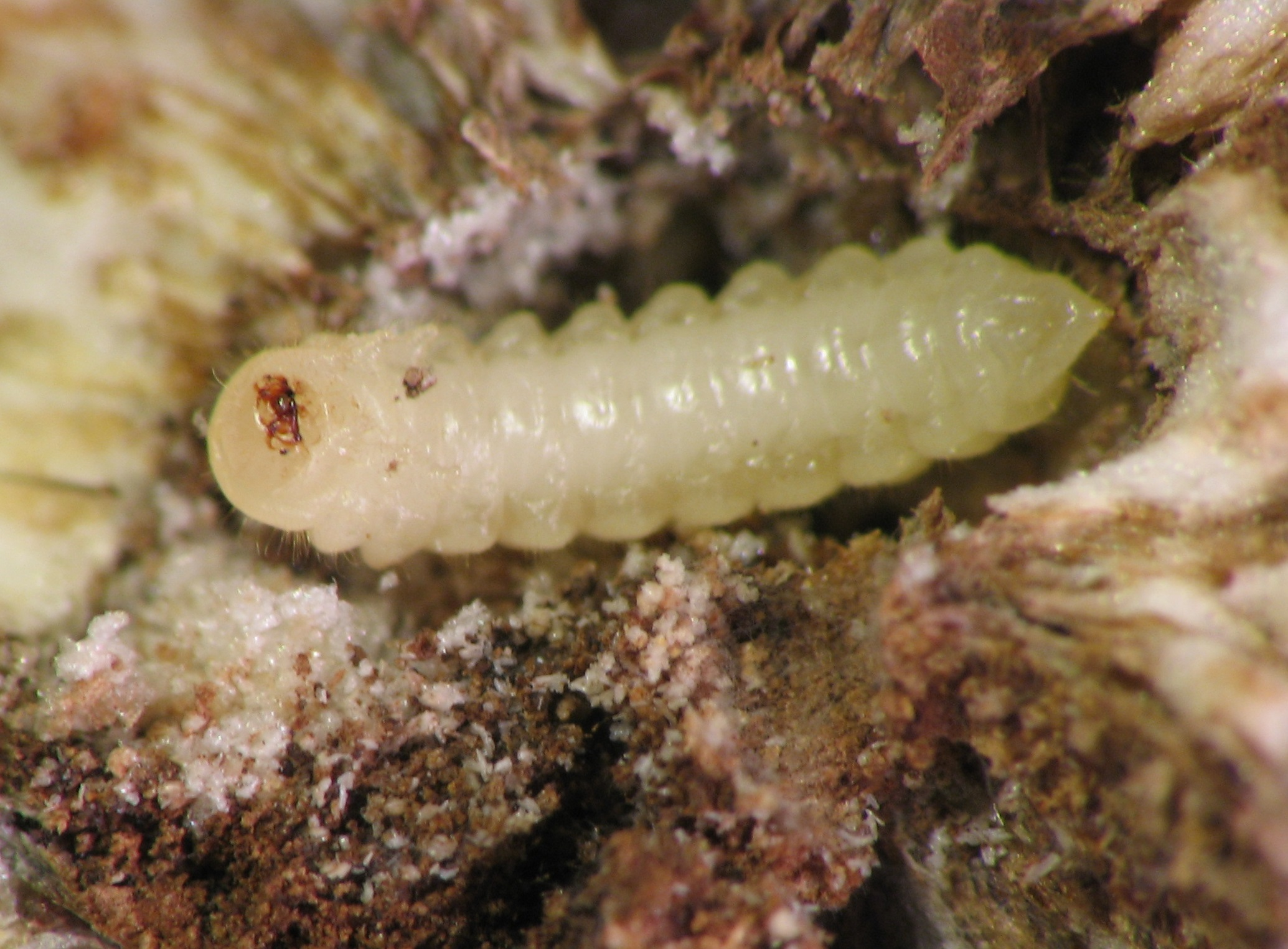
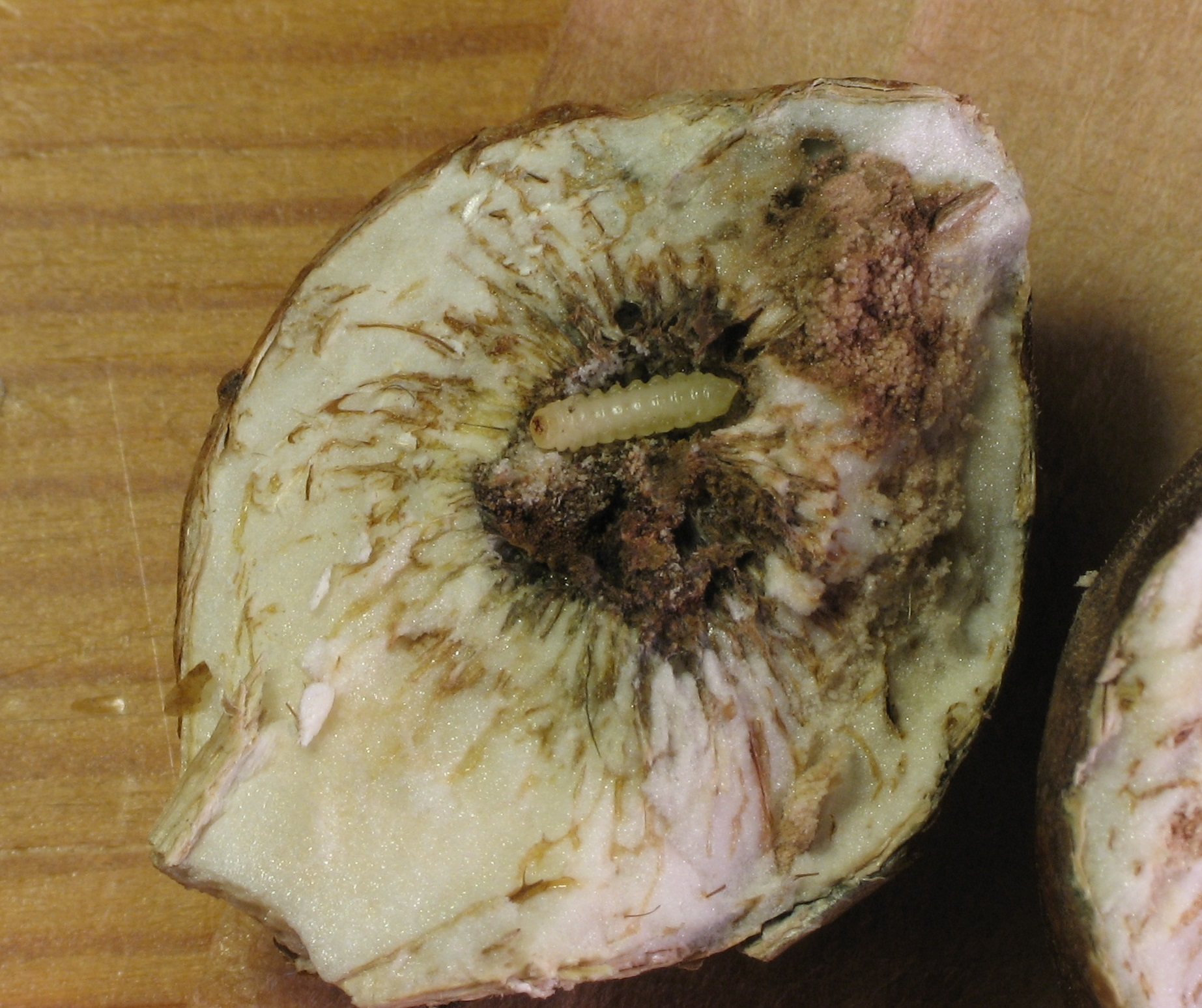

## Dottertaxa tillMordellistena, i alfabetisk ordning[1][2]
- Mordellistena acuticollis
- Mordellistena aemula
- Mordellistena aequalis
- Mordellistena aethiops
- Mordellistena andreae
- Mordellistena angusta
- Mordellistena arcuata
- Mordellistena argenteola
- Mordellistena arizonensis
- Mordellistena aspersa
- Mordellistena atriceps
- Mordellistena attenuata
- Mordellistena badia
- Mordellistena bicinctella
- Mordellistena bicoloripilosa
- Mordellistena bifasciata
- Mordellistena bihirsuta
- Mordellistena bipustulata
- Mordellistena blandula
- Mordellistena brevicauda
- Mordellistena caliginosa
- Mordellistena carinthiaca
- Mordellistena cervicalis
- Mordellistena comata
- Mordellistena conformis
- Mordellistena confusa
- Mordellistena connata
- Mordellistena convicta
- Mordellistena crinita
- Mordellistena delicatula
- Mordellistena dieckmanni
- Mordellistena dietrichi
- Mordellistena dimidiata
- Mordellistena divisa
- Mordellistena downesi
- Mordellistena elegantula
- Mordellistena errans
- Mordellistena falsoparvula
- Mordellistena fenderi
- Mordellistena ferruginoides
- Mordellistena frosti
- Mordellistena fulvicollis
- Mordellistena fuscata
- Mordellistena fuscipennis
- Mordellistena fuscoatra
- Mordellistena gemellata
- Mordellistena gigantea
- Mordellistena gigas
- Mordellistena heterocolor
- Mordellistena hirticula
- Mordellistena hoosieri
- Mordellistena huachucaensis
- Mordellistena humeralis
- Mordellistena humerosa
- Mordellistena husseyi
- Mordellistena idahoensis
- Mordellistena incommunis
- Mordellistena indistincta
- Mordellistena inornata
- Mordellistena intermixta
- Mordellistena koelleri
- Mordellistena laterimarginalis
- Mordellistena leonardi
- Mordellistena leporina
- Mordellistena liljebladi
- Mordellistena limbalis
- Mordellistena liturata
- Mordellistena lodingi
- Mordellistena longictena
- Mordellistena louisianae
- Mordellistena malkini
- Mordellistena marginalis
- Mordellistena masoni
- Mordellistena militaris
- Mordellistena minuta
- Mordellistena mississippiensis
- Mordellistena mixta
- Mordellistena morula
- Mordellistena mullahyi
- Mordellistena multicicatrix
- Mordellistena nebulosa
- Mordellistena neocincta
- Mordellistena neofascia
- Mordellistena neuwaldeggiana
- Mordellistena nigella
- Mordellistena nubila
- Mordellistena nunenmacheri
- Mordellistena ornata
- Mordellistena ozarkensis
- Mordellistena pallens
- Mordellistena pallidoptera
- Mordellistena pallipes
- Mordellistena palmi
- Mordellistena paradisa
- Mordellistena parvula
- Mordellistena pauxilla
- Mordellistena picilabris
- Mordellistena picipennis
- Mordellistena praesagita
- Mordellistena pratensis
- Mordellistena pseudobrevicauda
- Mordellistena pseudonana
- Mordellistena pseudopumila
- Mordellistena pulchra
- Mordellistena pullata
- Mordellistena pumila
- Mordellistena purpureonigrans
- Mordellistena pygmaeola
- Mordellistena quadrinotata
- Mordellistena reitteri
- Mordellistena rhenana
- Mordellistena rubrifascia
- Mordellistena rubrilabris
- Mordellistena rubrofrontalis
- Mordellistena rufescens
- Mordellistena rufifrons
- Mordellistena rufilabris
- Mordellistena rufiventris
- Mordellistena rufocephala
- Mordellistena scalaris
- Mordellistena schauppi
- Mordellistena secreta
- Mordellistena sericans
- Mordellistena sexnotata
- Mordellistena singularis
- Mordellistena smithi
- Mordellistena sparsa
- Mordellistena splendens
- Mordellistena stenidea
- Mordellistena stephani
- Mordellistena subfuscus
- Mordellistena suspecta
- Mordellistena suturalis
- Mordellistena suturella
- Mordellistena syntaenia
- Mordellistena tantula
- Mordellistena tarsalis
- Mordellistena terminata
- Mordellistena tetraspilota
- Mordellistena texana
- Mordellistena thurepalmi
- Mordellistena tosta
- Mordellistena trifasciata
- Mordellistena unicolor
- Mordellistena uniformis
- Mordellistena vapida
- Mordellistena variegata
- Mordellistena weisei
- Mordellistena wenzeli
- Mordellistena vera
- Mordellistena vilis
- Mordellistena viridescens
- Mordellistena ynotata
- Mordellistena yumae